# Raroia

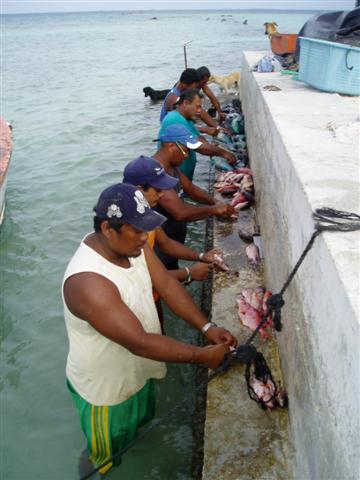
Fischer in Garumaoa

Raroia (alte Namen: La Fugitiva oder Barcley de Tolley) ist ein Atoll im Tuamotu-Archipel und gehört damit zu Französisch-Polynesien. Es liegt 6 km südwestlich von Takume und etwa 55 km nordöstlich von Nihiru.

## Geographie
Seine Ausdehnung beträgt in ost-westlicher Richtung 14 km, von Süden nach Norden 44 km. Das Atoll weist insgesamt 280 Motus (Riffinseln) auf, von denen rund 60 (darunter die größeren und höheren) auf der windabgewandten Leeward-Seite liegen. Das Dorf Garumaoa befindet sich an der Nordwestseite der Lagune, etwas südlich der einzigen Einfahrt Passe Garue. Es ist eine „Commune associée“ (Teilgemeinde) der Gemeinde Makemo und hat 303 Einwohner.
Die Einfahrt in die Lagune im Nordwesten teilt sich in drei Kanäle auf, die durch Untiefen voneinander getrennt sind. Der nördliche dieser Kanäle ist bis zu 6,4 m tief und kann von Schiffen bis zu 100 m Länge befahren werden. An der Ostseite des Atolls befindet sich Buschland, im Norden und Westen ist das Atoll mit Bäumen bewachsen, speziell in der Nähe einer Einfahrt und bis zu 5 km südlich davon. Im Inneren ist die Lagune bis zu 27 m tief. Hier wird auf den Korallenriffen Perlenzucht betrieben.

## Geschichte
Die Insel Raroia wurde 1606 von Pedro Fernández de Quirós entdeckt, er gab ihr den Namen „La Fugitiva“. Fabian Gottlieb von Bellingshausen suchte die Insel im Jahr 1820 auf und nannte sie „Barclay de Tolley“ nach dem russischen General Michael Andreas Barclay de Tolly.
Das Atoll wurde als Endpunkt der “Kon-Tiki”-Expedition im Jahre 1947 bekannt. Der Expeditionsteilnehmer Bengt Danielsson schrieb seine Dissertation mit dem Titel „Leben und Arbeiten auf Raroia“ über diese Insel.

## Quelle
- Pub. 126 Sailing directions (Enroute), Pacific Islands. National Image and Mapping Agency, Bethesda, Maryland